# Will (Sänger)

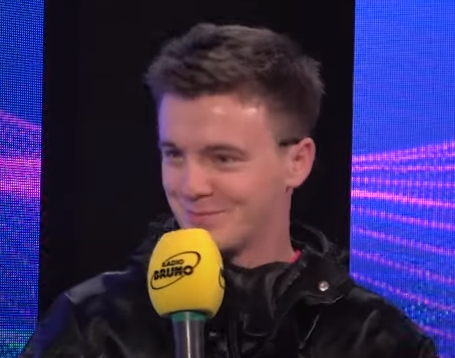
Will, 2023

Will (* 25. März 1999 in Vittorio Veneto als William Busetti) ist ein italienischer Popsänger.

## Werdegang
Will wuchs in Farra di Soligo auf. Während der Oberschule wurde er von italienischen Rappern zu eigener Musik inspiriert und ab 2019 begann er, Musik online zu veröffentlichen. 2020 nahm der Sänger an der Castingshow X Factor teil, wo er mit dem Lied Estate auf sich aufmerksam machte, auch wenn er früh ausschied. Das Lied verweilte 10 Wochen in den italienischen Singlecharts. Im Juni 2022 veröffentlichte Will bei Capitol Records (Universal) die erste EP Chi sono veramente. Noch im selben Jahr qualifizierte er sich durch den Wettbewerb Sanremo Giovani für die Teilnahme am Sanremo-Festival 2023.

## Diskografie
EPs
- Chi sono veramente (Universal; 2022)

Singles (Auswahl)

| Jahr | Titel Album               | Höchstplatzierung, Gesamtwochen, AuszeichnungChartsChartplatzierungen (Jahr, Titel, Album, Platzierungen, Wochen, Auszeichnungen, Anmerkungen) | Anmerkungen                                   |
| Jahr | Titel Album               | IT | Anmerkungen                                   |
| ---- | ------------------------- | --- | --------------------------------------------- |
| 2021 | Estate Chi sono veramente | IT47 Platin · (10 Wo.)IT | Erstveröffentlichung: 2019 Verkäufe: + 70.000 |
| 2023 | Stupido –                 | IT37 (3 Wo.)IT | Beitrag für das Sanremo-Festival 2023         |

## Belege
1. ↑  Emanuela Italia: Chi è Will Sanremo 2023: Biografia, Età, Estate, "Stupido" e X Factor | Chiecosa. In: ChieCosa.it. 11. Februar 2023, abgerufen am 13. Februar 2023 (italienisch).
2. ↑  Will, biografia. Rai, abgerufen am 12. Januar 2022 (italienisch).
3. ↑  History. FIMI, abgerufen am 11. Januar 2023 (italienisch).
4. ↑  Archivio classifiche Top Singoli. FIMI, abgerufen am 12. Januar 2023 (italienisch).
5. ↑  Certificazioni. FIMI, abgerufen am 12. Januar 2023 (italienisch).

| Personendaten    | Personendaten                  |
| ---------------- | ------------------------------ |
| NAME             | Will                           |
| ALTERNATIVNAMEN  | Busetti, William (Geburtsname) |
| KURZBESCHREIBUNG | italienischer Popsänger        |
| GEBURTSDATUM     | 25. März 1999                  |
| GEBURTSORT       | Vittorio Veneto                |